# Josef Diefenthal
Josef Diefenthal (1915 - 2001) was een SS-Hauptsturmführer in dienst van de Waffen-SS. Hij vocht onder meer aan het oostfront en tijdens het Ardennenoffensief. Voor zijn verdienste tijdens de slag om de Ardennen werd hij op 5 februari 1945 beloond met het Ridderkruis van het IJzeren Kruis.
Na de oorlog werd Diefenthal schuldig bevonden aan het plegen van oorlogsmisdaden tijdens de Slag om de Ardennen. Hij kreeg de doodstraf, maar dat werd later omgezet naar levenslange gevangenisstraf. In 1956 kwam hij echter al vervroegd vrij.

## Militaire loopbaan
- SS-Rottenführer:
- SS-Unterscharführer: 9 november 1938[1]
- SS-Oberscharführer: 20 april 1940[1]
- SS-Untersturmführer: 1 september 1940[1]
- SS-Hauptsturmführer: 20 april 1943[1]
- SS-Sturmbannführer: 30 januari 1945

## Lidmaatschapsnummer
- SS-nr.: 283 050[2]

## Decoraties
- Ridderkruis van het IJzeren Kruis op 5 februari 1945 als SS-Hauptsturmführer en Chef III.(gepanzerte) / SS-Panzergrenadier-Regiment 2 "Leibstandarte-SS Adolf Hitler" / 1.SS-Panzer-Division, Westfront[1][3][4]
- IJzeren Kruis 1939, 1e Klasse (8 juni 1940) en 2e Klasse (24 september 1939)[1][4]
- Nahkampfspange in goud[5], zilver (1 september 1943) en brons[1]
- Duitse Kruis in goud op 3 november 1944[2][3][4]
- Storminsigne van de Infanterie[1] in brons op 3 oktober 1940
- Medaille Winterschlacht im Osten 1941/42[1]
- Gewondeninsigne 1939 in zwart (8 juni 1940), zilver en goud (november 1944)[4]
- Julleuchter der SS
- SS-Zivilabzeichen (nr.169.132)